# Stephania brevipedunculata
Stephania brevipedunculata är en tvåhjärtbladig växtart som beskrevs av Cheng Yih Wu och D.D. Tao. Stephania brevipedunculata ingår i släktet Stephania och familjen Menispermaceae. Inga underarter finns listade i Catalogue of Life.